# Vanessa rubra
Vanessa rubra är en fjärilsart som beskrevs av Fritsch 1913. Vanessa rubra ingår i släktet Vanessa och familjen praktfjärilar. Inga underarter finns listade i Catalogue of Life.